# Gmina Rogów
Die Gmina Rogów ist eine Landgemeinde im Powiat Brzeziński der Woiwodschaft Łódź in Polen. Sie hat etwa 4650 Einwohner. Ihr Sitz ist der gleichnamige Ort mit etwa 1550 Einwohnern.

## Geographie

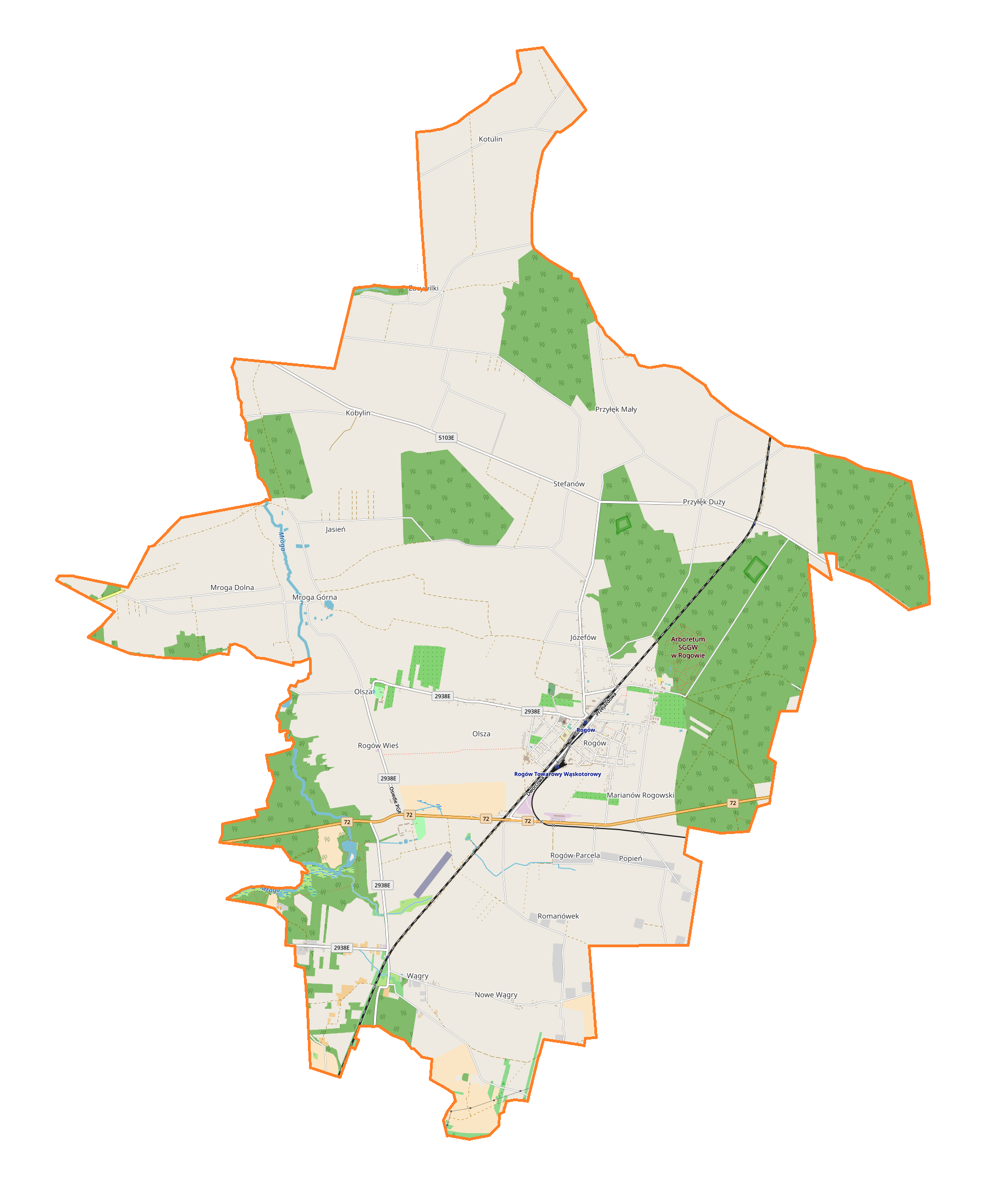
Karte der Gemeinde

Die Gemeinde liegt im Nordosten der Woiwodschaft. Die Kreisstadt Brzeziny liegt fünf, Łódź 20 Kilometer westlich, Warschau 80 Kilometer nordöstlich und Częstochowa 130 Kilometer südlich. Nachbargemeinden sind Dmosin im Nordwesten, Lipce Reymontowskie im Norden, Słupia im Nordosten, Jeżów im Osten, Koluszki im Süden und die Landgemeinde Brzeziny im Westen. Die Gemeinde hat eine Fläche von 66,1 km² von der 70 Prozent land- und 21 Prozent forstwirtschaftlich genutzt werden. Ihr Gebiet ist mit etwa 70 Einwohnern/km² dünn besiedelt. Zu den Fließgewässern gehören der Bzurazuflüsse Mroga und Rawka.

## Geschichte
Die Landgemeinde Mroga Dolna mit Sitz in Rogów wurde 1954 in Gromadas aufgelöst und zum 1. Januar 1973 als Landgemeinde Rogów aus Gromadas neu errichtet. Von 1975 bis 1998 gehörte die Gemeinde zur Woiwodschaft Skierniewice. Der ehemalige Powiat Brzeziński wurde 1975 aufgelöst. Die Landgemeinde kam 1999 an den Powiat Brzeziński der Woiwodschaft Łódź. Wójt der Gemeinde ist Daniel Kołada.

## Gliederung
Zur Landgemeinde (gmina wiejska) Rogów gehören 17 größere Dörfer mit jeweils einem Schulzenamt (sołectwo):
Rogów
Jasień
Józefów
Kobylin
Kotulin
Marianów Rogowski
Mroga Dolna
Nowe Wągry
Olsza
Popień
Przyłęk Duży
Przyłęk Mały
Rogów-Wieś
Romanówek
Stefanów
Wągry
Zacywilki
Kleinere Ortschaften der Gemeinde sind die Dörfer Mroga Górna und Rogów-Parcela. Das Dorf Kiełbasa mit einem Schulzenamt wurde am 1. Januar 1993 in das Schulzenamt Rogów eingemeindet.

## Verkehr
Die Landesstraße DK72 führt von Konin über die Kreisstadt Brzeziny an der Autobahn A1 und Rogów nach Rawa Mazowiecka an der Schnellstraße S8.
An der Bahnstrecke Warszawa–Katowice liegen der Bahnhof in Rogów und liegt und die Haltepunkte Przyłęk Duży und Wągry. Die denkmalgeschützte Schmalspurbahn Rogów–Biała Rawska wird seit 2002 als 2002 als Museumseisenbahn betrieben.
Der nächste internationale Flughafen ist Łódź.